# Neulengbach
Neulengbach est une commune autrichienne du district de Sankt Pölten-Land, en Basse-Autriche.